# Karl von Keissler
Karl von Keissler (Vienna, 13 marzo 1872 – Vienna, 9 gennaio 1965) è stato un micologo austriaco.

## Biografia
Nel 1895 ottenne il dottorato presso l'Università di Vienna, dopo aver trascorso diversi anni come assistente nel giardino botanico di Vienna. Dal 1899 al 1938, svolse varie funzioni nel dipartimento botanico del Naturhistorisches Museum. Nel 1922 (o nel 1923) fu nominato direttore del dipartimento botanico del museo.
Il genere di funghi Keissleriomyces porta il suo nome, così come i generi micologici Keissleria, Keissleriella (entrambi nominati da Franz Xaver Rudolf von Höhnel), Keisslerina e Neokeissleria (entrambi nominati da Franz Petrak).

## Opere principali
- Systematische Untersuchungen über Flechtenparasiten und lichenoide Pilze, 1920.
- Die Flechtenparasiten, 1928.
- Zusammenstellung einiger interessanter flechtenparasiten, 1933.
- Moriolaceae, 1934.
- Pyrenulaceae bis Mycoporaceae, Coniocarpineae, 1938.
- Usneaceae, 1960.[4]